# 马克思-恩格斯广场

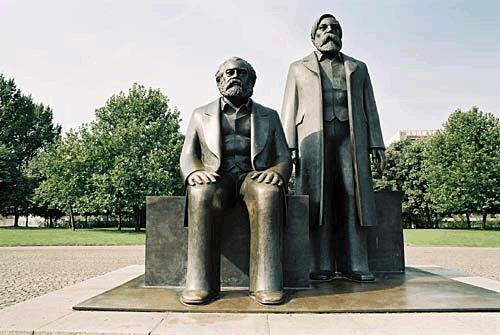
广场上马克思（坐）和恩格斯（站立）大于真人的铜像

马克思-恩格斯广场（Marx-Engels-Forum）是德国首都柏林市中心的一个公园。

## 历史
广场得名于1848年《共产党宣言》的作者，现代社会主义的创始人，马克思和恩格斯。这个公园由前德意志民主共和国政府开辟于1986年。
马克思-恩格斯广场位于施普雷河的东岸，其西南到河边，西北到卡爾·李卜克內西大街，东北到，东南是市政厅街（Rathausstraße）。河对面是共和国宫（现已拆除）和过去的柏林市政厅（Berliner Stadtschloß）。
第二次世界大战以前，此处是一个人口密集的旧城区，介于河流和亚历山大广场之间，介于威廉皇帝大街（Kaiser-Wilhelm-Straße，今卡尔·李卜克内西街）和市政厅街之间的一段圣灵街（Heiligegeiststraße）穿过这一地区。这一地区在1944年和1945年受到盟军的猛烈空袭，大部分建筑成为废墟。战后，废墟得到清理，原址上没有再新建建筑。
1977年，东德政府任命雕塑家路德维希·恩格尔哈特（Ludwig Engelhardt）指挥这一地区的改建工程，献给官方信奉的共产主义思想创始人马克思和恩格斯，包括外侧长方形的林地，和内部铺设地面的圆形区域，中间是恩格尔哈特创作的马克思（坐）和恩格斯（站立）大于真人的铜像。雕像后方是一面展示德国社会主义运动历史的浮雕墙。
1990年两德统一以后，马克思-恩格斯广场的前途成为广泛争议的主题。一些柏林人认为这个广场是他们反对的已消亡政权的遗骸，不必保留，主张移走雕像，公园更名。另有一些人认为它具有艺术价值和历史意义，应该保存下来。后一种观点最后占了上风，得益于柏林政治总体上偏左的气氛。雕像现在是一处旅游名胜，游客喜爱坐在马克思的膝盖上拍照。
柏林大教堂位于附近。